# Alessandro Mariotti (sciatore)
Alessandro Mariotti (San Marino, 5 novembre 1998) è uno sciatore alpino sammarinese.

## Biografia
Attivo dal novembre del 2014, nel 2015 ha preso parte al XII Festival olimpico invernale della gioventù europea, arrivando 57º nello slalom gigante e 37º nello slalom speciale; nello stesso anno ha esordito ai Campionati mondiali e nella rassegna iridata di Vail/Beaver Creek ha chiuso 90º nello slalom gigante e non ha terminato lo slalom speciale. L'anno successivo è stato l'unico sammarinese ai II Giochi olimpici giovanili invernali di Lillehammer 2016, dove ha partecipato alle gare di slalom gigante e slalom speciale arrivando rispettivamente 30º e 32º.
Ai Mondiali di Sankt Moritz 2017 si è classificato 52º nello slalom gigante e non ha terminato lo slalom speciale; l'anno dopo, a 19 anni, ha partecipato ai XXIII Giochi olimpici invernali di Pyeongchang 2018, suo esordio olimpico: unico rappresentante e portabandiera di San Marino durante la cerimonia di apertura, si è piazzato 65º nello slalom gigante e non ha completato lo slalom speciale. Inattivo dal marzo di quello stesso 2018, non ha esordito né Coppa Europa né in Coppa del Mondo.